# Анісюткін Микола Кузьмович
Мико́ла Кузьми́ч Анісю́ткін (рос. Анисюткин Николай Кузьмич; *5 лютого 1934 р.) — російський археолог. Доктор історичних наук, член Вченої ради Інституту історії матеріальної культури РАН.

## Життєпис
У 1963 р. закінчив навчання в Ленінградському державному університеті.
Науковий співробітник Державного Ермітажу в Ленінграді. Від 1975 року працював в Інституті історії матеріальної культури АН СРСР: нині — провідний науковий співробітник відділу археології палеоліту.
Фахівець із раннього та середнього палеоліту південного заходу Східної Європи, з питань класифікації та хронології мустьєрських індустрій, мисливської діяльності та господарства в середньому палеоліті. Його наукові інтереси спрямовані на ранній і середній палеоліт Євразії, перехід від середнього палеоліту до верхнього.
У 1971 р. захистив кандидатську дисертацію на тему «Мустьє Пруто-Дністровського міжріччя» (рос. Мустье Пруто-Днестровского междуречья), а 1992 р. — докторську дисертацію на тему «Ранній і середній палеоліт південного заходу європейської частини СРСР» (рос. Ранний и средний палеолит юго-запада Европейской части СССР).
Від 1975 р. почав працювати в Інституті історії матеріальної культури РАН.
Проводив археологічні розвідки в селах Кам'янець-Подільського району: Нігин, Думанів, Вербка та ін.. Керував розкопками палеолітичної стоянки Атаки біля Хотина (близько 1967 року).
У 2010—2012 рр. — керівник Придністровської археологічної (палеолітичної) експедиції ІІМК РАН.

## Праці
Опублікував 173 праці.
- (рос.)Мустьерская эпоха на Юго-Западе Русской равнины. СПб., 2001. «Европейский дом», 308 с.
- (рос.)Палеолитическая стоянка Стинка 1 и проблема перехода от среднего палеолита к верхнему. «Труды Костенковско-Борщевской археологической экспедиции», вып. 2. СПб., 2005. 186 с.
- (рос.)Мустьерская стоянка Кетросы в контексте среднего палеолита Восточной Европы. «Труды Костенковско-Борщевской археологической экспедиции». Выпуск 7. «Нестор-История», СПб., 2013. 170 с.
- (рос.)Анисюткин Н. К., К проблеме перехода от среднего палеолита к верхнему // Археология, этнография и антропология Евразии. — 2002. — № 1 (9). — С.43—46.